# Entre dues dones
Entre dues dones (títol original: Intersection) és una pel·lícula estatunidenca de Mark Rydell, estrenada el 1994. Ha estat doblada al català.

## Argument
Arquitecte a Vancouver i casat amb una dona molt bonica, Vincent Eastman veu com la parella va a la deriva. Decideix deixar-la per començar de nou la seva vida amb Olivia Marshak, una jove periodista.

## Repartiment
- Richard Gere: Vincent Eastman
- Sharon Stone: Sally Eastman
- Lolita Davidovich: Olivia Marshak
- Martin Landau: Neal
- David Selby: Richard Quarry
- Jennifer Morrison (als crèdits Jenny Morrison): Meaghan Eastman
- Ron White: Charlie
- Matthew Walker: el cirurgià
- Scott Bellis: Van Driver
- Patricia Harras: l'esposa de Van Driver
- Keegan MacIntosh: el fill de Van Driver
- Alan C. Peterson: Semi-Driver
- Sandra P. Grant: la recepcionista
- Robyn Stevan: Step Magazine
- David Hurtubise: Step Magazine

## Premis
- Premi Razzie a la pitjor actriu per Sharon Stone.